# Benjamin Tahirović
Benjamin Tahirović (* 3. března 2003) je bosenský profesionální fotbalista, který hraje na pozici defenzivního záložníka za dánský klub Brøndby IF. Narodil se ve Švédsku, ale hraje za národní tým Bosny a Hercegoviny.

## Klubová kariéra

### Počátky kariéry
Tahirović začal hrát fotbal v klubu AIK Stockholm poblíž svého rodného města, než v roce 2017 přestoupil do mládežnického týmu FC Djursholm. V roce 2020 odešel do Vasalunds IF. Své profesionální debut si odbyl v zápase proti IFK Berga 14. června 2020 ve věku 17 let.

### AS Řím
V únoru 2021 Tahirović přestoupil do italského klubu AS Řím za neznámou částku. Svůj debut za klub si odbyl proti Turínu 13. listopadu 2022.

### Ajax
V červnu 2023 podepsal Tahirović pětiletou smlouvu s nizozemským týmem Ajax. Svůj soutěžní debut za tým si odbyl 12. srpna proti Heracles Almelo. Dne 12. listopadu vstřelil svůj první profesionální gól proti Almere City.

### Brøndby
V únoru 2025 se Tahirović přesunul do dánského týmu Brøndby, kde podepsal smlouvu do června 2028. Oficiálně za klub debutoval 14. února v zápase proti Viborg FF.

## Reprezentační kariéra
V březnu 2023 byl Tahirović poprvé povolán do seniorského týmu Bosny a Hercegoviny na kvalifikaci na Mistrovství Evropy ve fotbale 2024 proti Islandu a Slovensku. Debutoval proti prvnímu jmenovanému 23. března.

## Osobní život
Tahirović je praktikující muslim; společně s reprezentačními spoluhráči Ermedinem Demirovićem, Jusufem Gazibegovićem, Harisem Tabakovićem, Nihadem Mujakićem, Harisem Hajradinovićem, Dženisem Burnićem, Seadem Kolašinacem, Enverem Kulašinem, Nailem Omerovićem, Osmanem Hadžikićem a Erminem Bičakčićem navštívil mešitu v Ilidži během soustředění národního týmu.

## Statistiky

### Klubové
Platí k zápasu hranému 19. května 2025.
| Klub              | Sezóna            | Liga              | Liga   | Liga | Národní pohár | Národní pohár | Kontinentální | Kontinentální | Celkově | Celkově |
| Klub              | Sezóna            | Soutěž            | Zápasy | Góly | Zápasy        | Góly          | Zápasy        | Góly          | Zápasy  | Góly    |
| ----------------- | ----------------- | ----------------- | ------ | ---- | ------------- | ------------- | ------------- | ------------- | ------- | ------- |
| Vasalunds IF      | 2020              | Ettan Fotboll     | 27     | 0    | 1             | 0             | –             | –             | 28      | 0       |
| AS Řím            | 2022/23           | Serie A           | 11     | 0    | 2             | 0             | 0             | 0             | 13      | 0       |
| Ajax              | 2023/24           | Eredivisie        | 26     | 2    | 1             | 0             | 10            | 0             | 37      | 2       |
| Ajax              | 2024/25           | Eredivisie        | 1      | 0    | 0             | 0             | 1             | 0             | 2       | 0       |
| Ajax              | Celkově           | Celkově           | 27     | 2    | 1             | 0             | 11            | 0             | 39      | 2       |
| Brøndby           | 2024/25           | Superligaen       | 14     | 0    | 2             | 0             | –             | –             | 16      | 0       |
| Celkově v kariéře | Celkově v kariéře | Celkově v kariéře | 79     | 2    | 6             | 0             | 11            | 0             | 96      | 2       |

### Reprezentační
Platí k zápasu hranému 24. března 2025.
| Národní tým         | Rok     | Zápasy | Góly |
| ------------------- | ------- | ------ | ---- |
| Bosna a Hercegovina | 2023    | 6      | 0    |
| Bosna a Hercegovina | 2024    | 8      | 0    |
| Bosna a Hercegovina | 2025    | 2      | 0    |
| Celkově             | Celkově | 16     | 0    |

## Úspěchy
Vasalunds IF
- Ettan Fotboll: 2020